# Plectrohyla thorectes
La rana arbórea moteada (Plectrohyla thorectes) es una especie de anfibios de la familia Hylidae. Es endémica de la Sierra Madre del Sur, México (Oaxaca y Guerrero).
Sus hábitats naturales son los montanos secos y los ríos. Está amenazada de extinción por la destrucción de su hábitat natural.
En 2013 se han reportado nuevos ejemplares, tras 28 años sin ser vista por los científicos.